# Victòria Peña i Nicolau
Victoria Peña i Nicolau (Palma, Mallorca, 28 de março de 1827 – Barcelona, 1898), também conhecida por Victoria Peña de Amer, foi uma poeta, irmã de Pere de Alcàntara Peña i Nicolau, casada com o poeta Miquel Victorià Amer.

## Biografia
Durante a sua juventude, estudou sobre tudo autores religiosos como Santa Teresa, fray Luis de León e fray Luis de Granada. Começou a escrever de jovem com um grupo que editava a revista O Plantel, onde conheceu ao Miquel Amer, com quem se casaria e transladaria a Barcelona em 1859, já que o seu marido foi nomeado administrador da ferrovia do norte.
A participação de Amer na fundação e manutenção dos Jogos Florais de Barcelona facilitou a participação da Victoria em certames poéticos. Obteve um accéssit o 1859 com Anyorança e foi premiada ainda em várias ocasiões (1865 por Amor de mare, 1873 por Uma visita a ma pàtria, 1880 por Joventut perduda e 1883 pelo meu niu). A grande participação de Victoria Peña em numerosos certames provocou inclusive as críticas de pessoas como por exemplo Miquel dos Sants Oliver. Francesc Matheu recolheu grande parte de sua poesia o 1909, após morrer a escritora, num livro editado em Barcelona, Poesies de Victòria Penya d'Amer. Morreu em Barcelona em 1898.